# Senzacionalni roman
Senzacionalni roman je ime za literarni žanr iz sredine 19. stoletja. V Nemčiji je prvo ime žanra uporabil John Retcliffe (pravo ime Hermann Goedsche) z romanom Sebastopol: Historisch-politischer Roman aus der Gegenwart (1855), kot podnaslov pa je oznako Sensationsroman zelo pogosto uporabljal Victor von Falk (Der Scharfrichter von Berlin, 1890). Nemška Wikipedija si je vendarle namesto tega izraza raje izbrala geslo Schauerroman, ki ustreza angleškemu gothic fiction. V Veliki Britaniji je senzacionalni roman dosegel vrhunec v 60. in 70. letih 19. stoletja. Razvil se je iz Newgate romana in romantičnega gotskega romana ter je ena izmed vrst viktorijanskega romana. Žanr združuje lastnosti romantike in realizma. Avtorji so ideje za alegorične in abstraktne zgodbe črpali iz trenutnega dogajanja v viktorijanski dobi. Priljubljenost žanra je bila povezana z rastočim knjižnim trgom in povečanjem bralne kulture, kar je bil stranski produkt industrijske revolucije.

## Značilnosti
Ime senzacionalni roman se nanaša na senzacije oz. šokantne teme, ki so jih vsebovale zgodbe romana (zločini, ločitev, prešuštvo, tatvine, sumljive oporoke, ponarejeni dokumenti, tajne zakonske zveze, uživanje mamil). Senzacionalni roman je tako kot ostale vrste viktorijanskega romana veljal za vprašljivega, saj je v družino in družbo vnašal zločin, prešuštvo, bigamijo, skrivnosti. Ženske, ki so imele v takratni družbi vlogo "angela v hiši", so bile predstavljene na nov način kot aktivni, odločni liki, ki imajo tudi svojo temno stran. Avtorji so navdih za zgodbe iskali v časopisnih policijskih poročilih. Kljub pisanju o zločinih se niso zanimali za opisovanje lova na zločince, temveč bolj za zločinčevo identiteto in s tem razloge za njegova kazniva dejanja. Od ostalih viktorijanskih romanov, ki so zločinska dejanja postavljali v tuje, od udobnega meščanstva ločeno okolje, se je senzacionalni roman razlikoval v tem, da je opisoval domače in poznane kraje. Drugo ime za senzacionalni roman je zaradi pogoste besede skrivnost (nem. Geheimnis, angl. mistery) v naslovu skrivnostni roman, saj je žanr vseboval tudi elemente gotskega romana na način, da so bile klasične zgodbe o gotskih duhovih za učinek resničnega in verjetnega terorja postavljene v sodobni čas. Gotskemu in senzacionalnemu romanu je bilo skupno iskanje skrivnosti ter opisovanje zločinskih mest, ki so se navadno nahajala pri vodnjakih ali vodi kot simbol globine. Želja romanopiscev je bila raziskati manj uhojeno pot in vstopiti v duhovni svet, primer tega je zgodba Zeleni čaj avtorja Sheridana Le Fanu, kjer glavni junak s pitjem velikih količin zelenega čaja nehote odpira notranje oko in z njim odstira pogled v duhovni svet.

## Avtorji
Na Nemškem velja za začetnika senzacionalnega romana John Retcliffe, v Skandinaviji Šved Otto Hässler, na Angleškem pa Wilkie Collins z romanom The Woman in White (Ženska v belem) (1859–60), Ellen Wood z romanom East Lynne (1861) in Mary Elisabeth Braddon z romanom Lady Audley's Secret (Skrivnost Lady Audley) (1862).
V 60. letih 19. stoletja je bil pogost pojav prepletanja senzacionalnega romana z gledališčem, saj so bili mnogi znani romanopisci hkrati tudi dramatiki. Znani pisci senzacionalnega romana Charles Dickens, Charles Reade in Wilkie Collins so zasloveli ravno zaradi pisanja dramskih tekstov in sodelovanja z gledališčem.

## Odziv družbe
Senzacionalni romani so postali takojšnja uspešnica ter presegli vse prejšnje rekorde prodaje knjig. Kljub uspehu pa je tedanja literarna kritika žanr zavračala. Najbolj odmevna je bila kritika Johna Ruskina v delu Fiction – Fair and Foul. Vsa ta dodana razvpitost senzacionalnega romana pa je med bralci povzročila le še večjo priljubljenost. Popularnost in hkratna provokativnost senzacionalnega romana je povzročila tudi mnogo razprav o Newgate romanih, ki so bili kot predhodniki senzacionalnega romana priljubljeni v 30. in 40. letih 19. stoletja. Libretist in dramatik W. S. Gilbert se je na žanr odzval s komično opero A Sensational Novel. 

## Primeri

### Nemški avtorji
- John Retcliffe: Sebastobol. Historisch-politischer Roman aus der Gegenwart (1855–1857)
- John Retcliffe: Nena Sahib, oder: Die Empörung in Indien. Historisch-politischer Roman (1858–1859)
- John Retcliffe: Villafranca, oder: Die Kabinette und die Revolutionen. Historisch-politischer Roman aus der Gegenwart (1860–1862)
- John Retcliffe: Puebla oder Die Franzosen in Mexiko (1865–67)
- John Retcliffe: Biarritz (1868–1879)
- Victor von Falk: Der Scharfrichter von Berlin: Sensations-Roman nach Acten, Aufzeichnungen und Mittheilungen des Scharfrichters (Rabelj iz Berlina) (1890)
- Victor von Falk:  Die Geheimnisse von Berlin oder in den Höhlen des Elends. Nach alten Berliner Akten und aufgefundenen Briefen bearbeitet (1891), Der Seelenverkäufer von Amsterdam oder verkaufte deutsche Mädchen. Sensations-Roman  (1891/92)
- Victor von Falk: Zola und Picquart. Die Kämpfer für Wahrheit und Recht und Das Geheimnis der verschleierten Dame oder Das Ende des entsetzlichen Schicksals des Kapitän Dreifuss. Sensations-Roman (1898/99)
- Victor von Falk: Unterm Richtbeil vermählt oder Unschuldig verurteilt. Sensationsroman aus unserer Zeit (1902/03)
- Victor von Falk: Königin Draga, das Verhängnis von Serbien oder Der Königsmord in Belgrad. Sensations-Roman aus der Gegenwart nach Mitteilungen eines Eingeweihten (1903/04)
- Victor von Falk: Julietta, die Tochter Giuseppe Musolinos oder Ein weiblicher Räuberhauptmann. Sensationsroman (1909)
- Victor von Falk: Sonja oder Um der Liebe willen unschuldig verbannt. Großer Sensationsroman. Bearbeitet nach Mitteilungen und Angaben eines vornehmen Russen der zwanzig Jahre in Sibirien geschmachtet hat (1916)

### Angleški avtorji
- Wilkie Collins: The Woman in White (Ženska v belem) (1859–60)
- Charles Dickens: Great Expectations (Veliko pričakovanje) (1860–61)
- Ellen Wood: East Lynne (1861)
- Anonimno: The Old Roman Well (1861)
- Mary Elisabeth Braddon: Lady Audley's Secret (Skrivnost Lady Audley) (1862)
- Evelyn Benson: Ashcombe Churchyard (1862)
- Elizabeth Caroline Grey: Passages in the Life of a Fast Young Lady (1862)
- Wilkie Collins: No Name (1862)
- James McGrigor Allan: Nobly False (1863)
- Mary Elisabeth Braddon: Aurora Floyd (1863)
- Ellen Wood: The Shadow of Ashlydyat (1864)
- Charles Reade:  Griffith Gaunt (1865–66)
- Wilkie Collins: Armadale (1866)
- Charles Reade: Foul Play (1868)
- Charles Dickens: The Mystery of Edwin Drood (1870)
- Thomas Hardy: Desperate Remedies (1871)

### Skandinavski avtorji
- Otto Hässler: Slafhandlaren från Amsterdam eller Hvita slafvinnor: sensationsromanaf, pod psevdonimom Viktor von Falk (1891)
- Otto Hässler: Bergverksfången eller offer för ryskt tyranni i Sibiriens qvicksilfvergrufvor: uppseendeväckande afslöjanden af en till lifstids tvångsarbete i Sibirien dömd detektiv från Petersburg: sensationsroman, pod psevdonimom Paul Seffenzoff (1893)
- Otto Hässler: Hilma eller Vindö ros: sensationsoriginalroman, pod psevdonimom Grimner (1901-1902)
- Otto Hässler: Lilly eller gäckade lyckodrömmar: sensationsoriginalroman ur det moderna stockholmslifvet, pod psevdonimom Grimner (1902-1903)

## Senzacionalni roman na Slovenskem
Na Slovenskem je bil senzacionalni roman najbolj priljubljen v 20. stoletju. Izhajal je kot feljtonski roman, kolportažni roman ali roman v snopičih, najpogosteje v časopisih Jutro, Slovenski narod, Slovenec, Glas naroda, Dan, Nova doba. Večinoma je šlo za prevode ali priredbe tujih del, na začetku predvsem nemških. Poleg imena senzacionalni roman so se uporabljali še izrazi senzacijski roman, senzacijonalni roman in senzačni roman. Za razliko od angleških senzacionalnih romanov, ki se tematsko povezujejo z gotskimi romani, je slovenski izraz precej prekriven s kolportažnim romanom. Zaradi priljubljenosti in množičnega branja je bil senzacionalni roman obravnavan kot manjvreden žanr: 
Zato se mi zdi umestno svarilo, naj spremeni tudi letošnji program, ker ni treba, da bi z različnimi senzacionalnimi romani in reportažami kvarila dobro ime, ki ga je doslej imela s svojo izbiro. 
Imeli smo tudi skromno delavsko knjižnico, s kakimi 250 knjigami. Od teh je bilo 50 % slabih, raznih senzacionalnih romanov, a ostalih 50 % je bilo dobrih, večinoma so bile to leposlovne knjige. 

### Izvirno leposlovje
- Albin Prepeluh: Mina (1910).
- Fran Govekar: Pater Kajetan, pod psevdonimom Veridicus (1924).
- Edgar Valič: Beg v življenje (1929).
- Pavel Brežnik: Marsove skrivnosti,  pod psevdonimom P. Ripson (1931).

### Prevodi
- Lev Nikolajevič Tolstoj: Vstajenje, v hrvaščino prevedel Milan Mareković (1899) (Воскресение, 1901).
- Hans Kirchsteiger: Pod spovednim pečatom, prevedel Etbin Kristan (1907) (Das Beichtsiegel, 1905).
- Emile Richebourg: Prokleta!, prevedel Janko Leban (1909) (La fille maudite, 1876).
- Michel Zevaco: Otroci papeža, prevedel Vladimir Levstik (1910) (Borgia!, 1900).
- Henryk Sienkiewicz: V pustinjah in puščavi, prevedel L. Lenard (1912) (W pustyni i w puszczi, 1911).
- Émile Gaboriau: Gospod Lecoq (1916) (Monsieur Lecoq, 1868).
- Friedrich Gerstäcker: Roparji na Mississippi, prevedel J. T. (1917) (Die Flußpiraten des Mississippi, 1848).
- Émile Gaboriau: Skrivnost Orcivala, prevedel G. P. (1921) (Le Crime d'Orcival, 1867).
- Bernhard Kellermann: Tunel, prevedel Narte Velikonja (1922) (Der Tunnel, 1913).
- Harry Sheff: Hči papeža: roman Lukrecije Borgie (1922) (po zapiskih škofa Burkhardta, tajnika papeža Aleksandra VI) (izvorno Lucretia Borgia: geschichtlicher Roman nach den Tagebuch-Aufzeichnungen Bischof Burkharts und nach anderen alten Quellen, 1890).
- Claude Farrère: Obsojenci (1923) (Les condamnés à mort, 1920).
- Jean de La Hire: Lucifer (1923) (Lucifer, 1920).
- Oskar Hubicki: Razpad carstva: roman zadnjega cesarja Habsburžana (1925) (Der Roman d. letzten Kaisers von Oesterreich, 1923).
- Gustave de Rouge: Misterija, prevedel G. P. (1925) (Mystéria, 1921).
- Sax Rohmer: Rdeči detektiv (1925–1926) (izvorno ??).
- Maurice Boué: Skrivnost črne žene (1926) (Le Secret de la dame noire, ??)
- Jean de La Hire: 500 (1927) (izvorno ??).
- Eugène Sue: Pariške skrivnosti (1929) (izvorno Les mystères de Paris, 1842–1843).
- Claude Anet: Ariana: roman ruske deklice, prevedel Ivan Volk (1931) (Ariane, jeune fille russe, 1920).
- James Oliver Curwood: Podarjeni obraz, prevedel Boris Rihteršič (1931) (The river's end, 1919).
- A. I. Voinova: Pisani kamni, prevedel L. Mlinar (1936) (izvorno ??).
- Margaret Mitchell: V vrtincu, prevedel Mirko Košir (1939-1940) (Gone with the wind, 1936).
- Hugo Wast: Zlato večnega juda, prevedel Mirko Javornik (1942) (Oro, 1935).